# Fernandão (voleibolista, 1955)
Fernando Roscio de Ávila, mais conhecido como Fernandão (Rio de Janeiro, 8 de fevereiro de 1955) é um ex-voleibolista brasileiro.
Com a Seleção Brasileira de Voleibol foi vice-campeão mundial no Campeonato Mundial de Voleibol Masculino de 1982, obteve a medalha de ouro nos Jogos Pan-americanos de Caracas 1983 e a medalha de prata Olimpíada de Los Angeles 1984. Em clubes, jogou por Fluminense, Atlético Mineiro e Atlântica-Boavista.